# Sachse
La ville de Sachse est située dans les comtés de Collin et Dallas, dans l’État du Texas, aux États-Unis. Sa population s’élevait à 20 329 habitants lors du recensement de 2010, estimée à 26 122 habitants en 2018.

## Source
- (en) Cet article est partiellement ou en totalité issu de l’article de Wikipédia en anglais intitulé « Sachse, Texas » (voir la liste des auteurs).

1. ↑  « Population and Housing Unit Estimates » [archive du 29 mai 2017] (consulté le 30 mai 2019)
2. ↑  « Census of Population and Housing » [archive du 26 avril 2015], Census.gov (consulté le 4 juin 2015)